# Le Monde enfin
Le Monde enfin est une nouvelle de science-fiction de Jean-Pierre Andrevon parue en 1975, élargie en un roman publié en 2006.

## Nouvelle
Au cours du XXIe siècle, alors que personne ne s'y attendait, les femmes ne firent plus d'enfants. Non pas que ce fût volontaire ; ce fut un fait : les enfants ne vinrent plus au monde. Pourquoi ? Personne ne le sut. Peut-être en raison de la pollution, de la chimie, ou alors à cause de Dieu, ou du hasard. Bref, les enfants cessèrent d'être conçus et de naître. Entre le moment où le phénomène fut remarqué et où naquit le dernier enfant, il s'écoula huit ans.
Soixante ans après, alors que l'humanité est sur le point de disparaître, un cavalier chevauche dans la campagne française, et constate que la nature a repris ses droits. Animaux, végétaux, vivent de nouveau sur cette Terre que l'Homme a cessé de souiller, l'Homme, ce cancer qui va disparaître.
Les dernières lignes de la nouvelle sont : « Un jour, la larve émergera du sol et un pinson mâle la cueillera pour la donner à l'appétit insatiable de ses oisillons. Un jour, un serpent arboricole mangera le pinson, et un hérisson mangera le serpent, et un renard mangera le hérisson, et un sanglier éventrera le renard. Ils mourront tous. Ils vivent tous. Le monde est à eux. Ils ont pour eux le monde. ENFIN. »

## Roman
La trame du roman, publié 11 ans plus tard,  est légèrement différente : la population mondiale est tuée en quelques jours, à 99,9 %, par une pandémie que l'une des personnages décrit comme étant probablement une zoonose ; les femmes qui survivent sont presque toutes stériles, signifiant l'extinction à court terme de l'espèce humaine ; les personnages survivants parcourent durant les décennies restantes les villes et les campagnes où abondent désormais la flore et la faune sauvages.
Le roman est organisé en onze livres et douze intermèdes. Chaque partie relate d'autres épisodes où apparaissent d'autres personnages, mais dans certains livres l'humain n'apparaît pas.
Le livre 2, Eau de boudin, a déjà été publié en 1997 ; le livre 3, Le Zoo, reprend la nouvelle La Nuit des bêtes de 1982 ; le livre 4, Une orange bleue vue d’en haut, reprend la nouvelle Le Vallon  de 1975 ; le livre 6, Le Dernier homme dans Paris, reprend la nouvelle Le Temps de la nuée grise de 2004 ; le livre 11 reprend Le jeu avec Lelah paru en 1988. Les sections intitulées Le Cavalier reprennent en la découpant la nouvelle initiale Le Monde enfin de 1975.

## Analyse
Pour Joëlle Wintrebert, l’exaspération née d’une description effroyablement minutieuse cède la place à une singulière fascination pour cette utopie qu’est un monde délivré du prédateur humain, pour ce récit hyperréaliste doté de l'implacable pouvoir hypnotique du serpent, avec un pessimisme d'autant plus noir que sa précision le rend plus crédible, plus présent. 
Diverses astuces narratives permettent de concevoir un nouveau type de fin du monde, mais la naissance de ce nouvel univers repose aussi sur un ancien patrimoine connu et partagé par le lecteur : le recours aux Fables, une géographie bien réelle, des formes d’écriture que le lecteur (re)connaît, des réalisations de type industriel ou commercial, des exemples puisés dans la littérature générale et de science-fiction. 
S'inscrivant dans la philosophie d'Eugène Tacker et de Thomas Metzinger, l'ouvrage rejette la tradition cartésienne du sujet humain dominant. La frontière entre l'homme et l'animal s'efface. Tandis que l'homme, quand il n'a pas basculé dans la folie, ne veut plus qu'assouvir ses besoins physiologiques et oublie ses valeurs plus élevées, l'animal manifeste des comportements comme pitié, compassion ou loyauté, pendant que la flore prend possession des villes abandonnées. La nature est enfin en sécurité et ne veut pas d'un retour de l'Homme. 

## Publications

### Nouvelle
- Michel Jeury, Philippe Curval, Christine Renard et Jean-Pierre Andrevon, Utopies 75, Robert Laffont, coll. « Ailleurs et demain », 1975[11]
- Patrice Duvic (dir.), Le Livre d'Or de la science-fiction : Jean-Pierre Andrevon, Presses Pocket (no 5177), 1983 (ISBN 2-266-01365-3)[12]
- Ellen Herzfeld (dir.), Gérard Klein (dir.) et Dominique Martel (dir.), Les Mosaïques du temps, Livre de Poche, coll. « La Grande Anthologie de la Science-Fiction » (no 7130), 1987 (ISBN 2-253-05450-X)
- Richard Comballot (dir.), Les Enfants du mirage, t. 1, Naturellement, coll. « Fictions », 2001 (ISBN 2-910370-57-7)
- Richard Comballot (dir.), Demain le monde, Bélial, coll. « Kvasar », 2013 (ISBN 978-2-84344-122-6)[13] (version définitive de 2013[14])

### Roman
- Le Monde enfin, Fleuve Noir, coll. « Rendez-vous ailleurs », 2006 (ISBN 2-265-08230-9)[15] (version de 2006 éparpillée entre les nouvelles du sommaire et adaptée aux circonstances périphériques[14])
- Le Monde enfin, Pocket (no 7046), 2010 (ISBN 978-2-266-20381-4)[16] (version de 2006 éparpillée entre les nouvelles du sommaire et adaptée aux circonstances périphériques[14])
- Le Monde enfin, Chambéry, Actu SF, coll. « Hélios », 2021 (ISBN 978-2-37686-329-8) (version de 2021 différemment éparpillée entre les nouvelles plus nombreuses du sommaire et réadaptée aux circonstances périphériques[14])